# Luitboek van Thysius

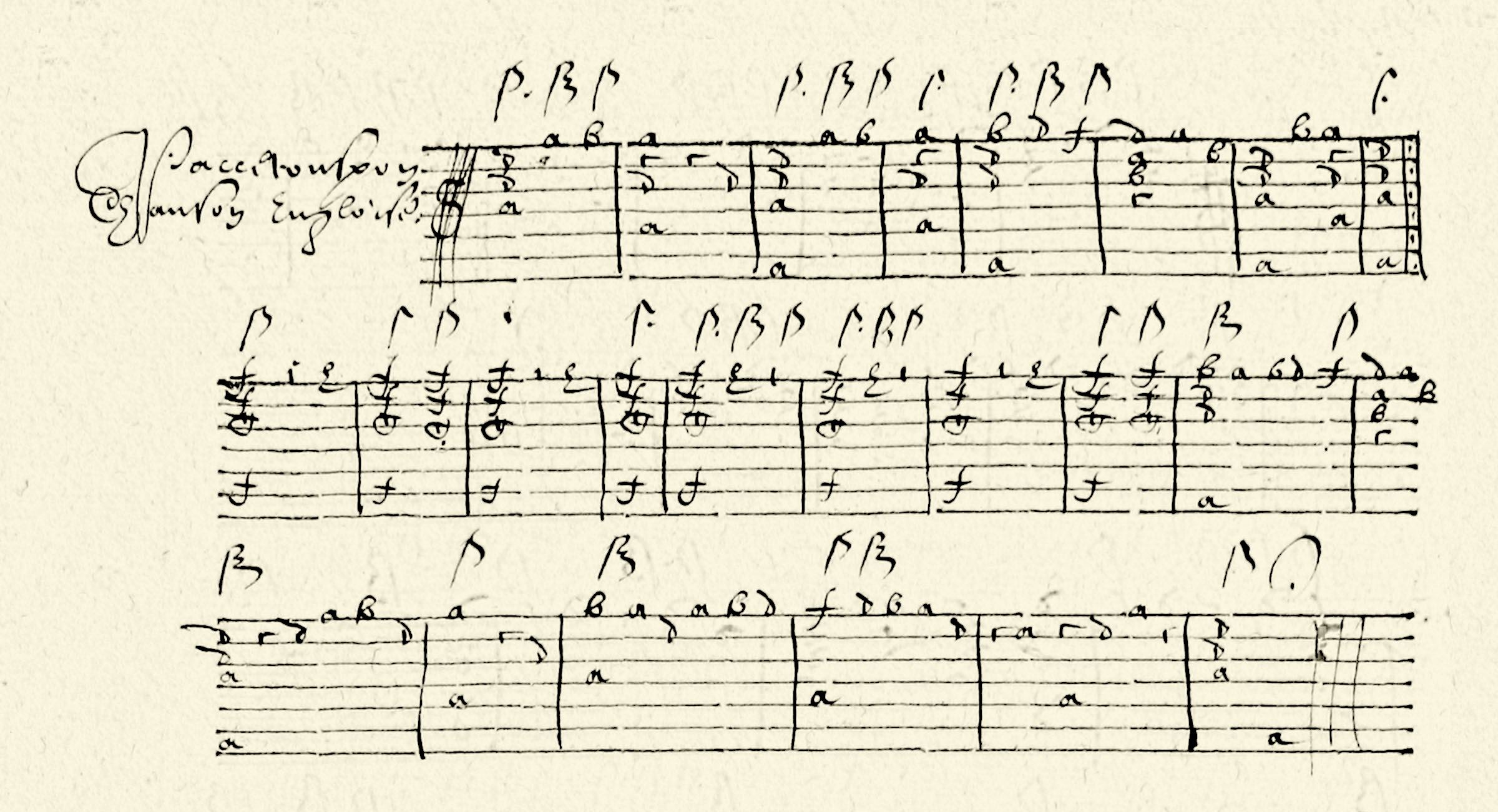
Engelse dans uit het Luitboek van Adriaen Smout

Het Luitboek van Thysius is een 17e-eeuws boek met tabulatuur voor de luit, geschreven door Adriaen Smout uit Rotterdam.
Het is het dikste luitboek ter wereld. Het bevat een groot aantal melodieën die nergens anders zijn aangetroffen. Van tal van overgeleverde liedteksten kon daardoor de melodie gereconstrueerd worden.
Het manuscript is een van de zeer weinige luithandschriften uit Nederland. Het telt meer dan 800 pagina's en bevat het gehele, internationale repertoire van een Hollandse muziekliefhebber uit het begin van de Gouden Eeuw: Italiaanse dansen als passamezzi en gaillardes, luitbewerkingen van madrigalen, chansons en motetten, psalmen en Engelse, Franse en Nederlandse liederen en dansen. Smout had als student een bijzondere belangstelling voor muzikale volkscultuur en noteerde allerhande boerendansen en schunnige liedjes.
Kort na de dood van Adriaen Smout kwam het in bezit van Joan Thys, een Leidse boekenliefhebber (ook wel Thysius genoemd). Zijn bibliotheek is tot op de dag van vandaag bewaard als de Bibliotheca Thysiana aan het Leidse Rapenburg, inclusief het Luitboek.
In 2009 is een facsimile-uitgave uitgebracht door de Nederlandse Luitvereniging in samenwerking met de Koninklijke Nederlandse Vereniging voor Muziekgeschiedenis.

## Verder lezen
- Adriaen Smout: The Thysius Lute Book / Het luitboek van Thysius. 3 vols., Leiden & Utrecht. 2009. ISBN 978-90-6552-055-5.